# Van Holkema & Warendorf

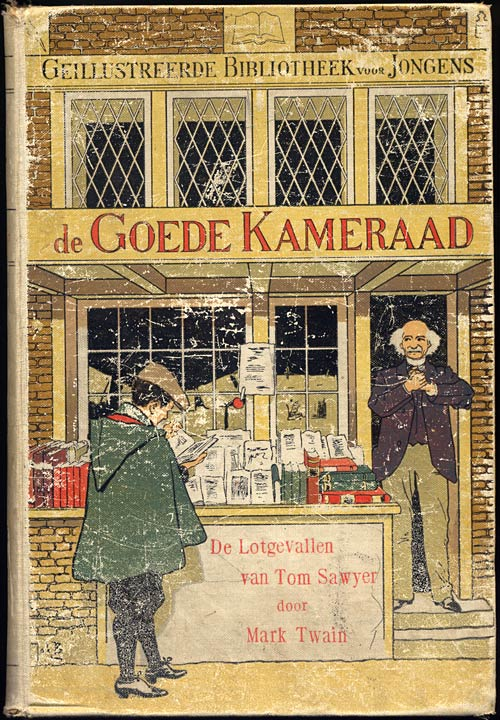
De Lotgevallen van Tom Sawyer van Mark Twain, in 1920 uitgegeven bij Van Holkema & Warendorf: deze serieband is ontworpen door Johan Braakensiek

Van Holkema & Warendorf is een Nederlandse voormalige zelfstandige uitgeverij, die tegenwoordig als imprint deel uitmaakt van uitgeverij Unieboek | Het Spectrum. Van Holkema & Warendorf publiceert vooral kinder- en jeugdboeken, thrillers en populaire romans.

## Geschiedenis

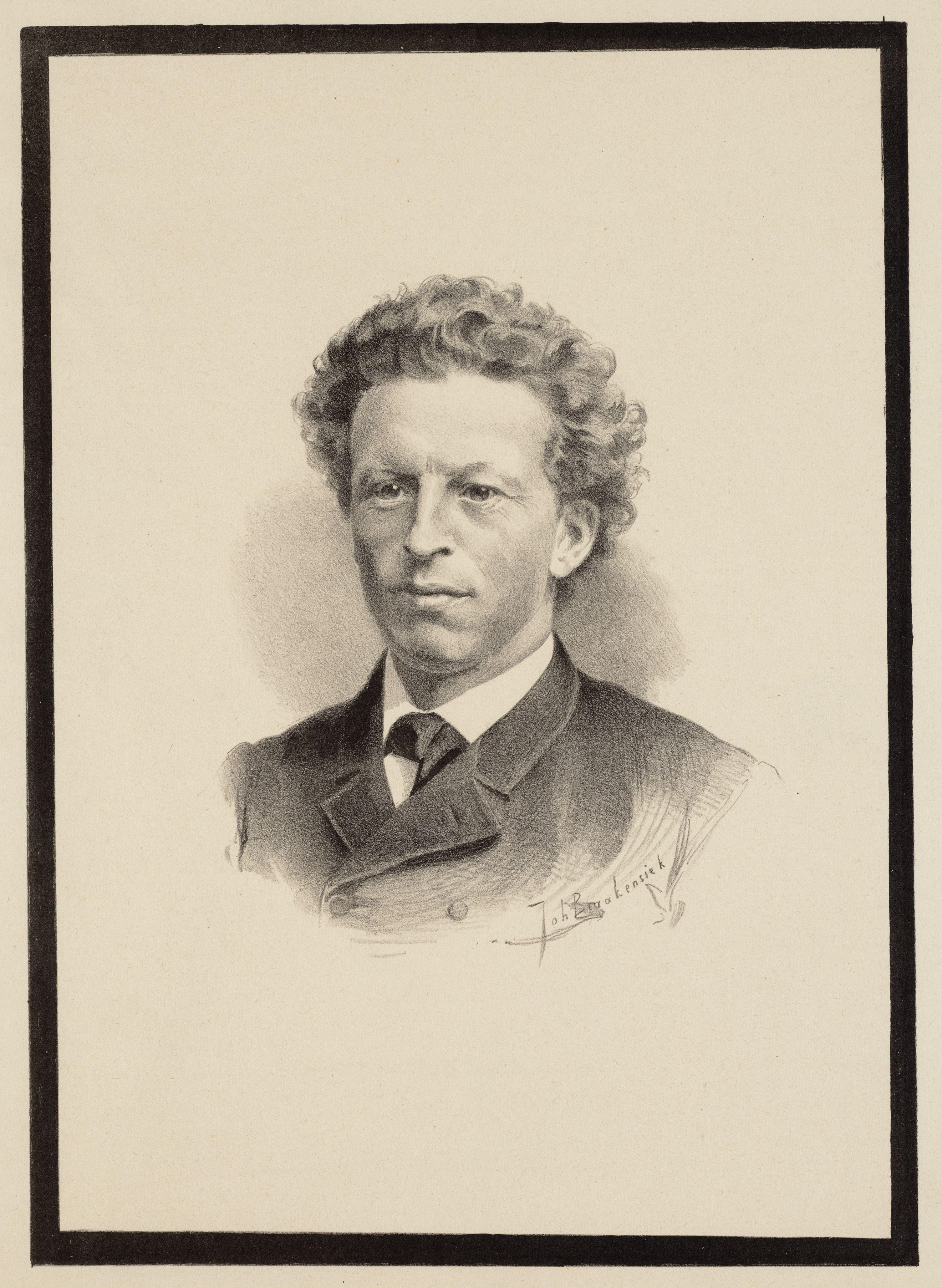
Tjomme van Holkema (tekening door Johan Braakensiek, 1891)

In 1878 vestigde Tjomme van Holkema, telg uit het geslacht Van Holkema die eerder eigenaar was van Boekhandel Scheltema en Holkema, zich als uitgever op de Amsterdamse Keizersgracht 436. Na zijn overlijden in 1891 nam zijn weduwe C.S. Kremer (1843-1909) het bedrijf over, samen met Simon Warendorf (1861-1918). Mevrouw Van Holkema trok zich in 1901 terug, en haar zoon Arjen Buwalda van Holkema (1873-1953), die al sinds 1896 procuratiehouder was, nam het van haar over als medevennoot. In 1925 werd de uitgeverij een naamloze vennootschap, met Van Holkema en M.E.H. Warendorf (1896-1994), een zoon van Simon, als eerste directeuren.
Rond de eeuwwisseling werden door H&W onder andere boeken uitgegeven van Louis Couperus en Herman Heijermans, maar ook vertalingen van Shakespeare, Gorki en Dostojevski. Verder gaf H&W ook geschiedenisboeken en boeken over het koninklijk huis uit. Begin jaren vijftig publiceerden Jaap ter Haar en Dick Laan bij H&W.
In 1965 fuseerde Van Holkema & Warendorf met Van Dishoeck. Na de fusie bleek meer kapitaal nodig te zijn. De contacten met Drukkerij en Uitgeverij v/h C. de Boer jr. NV boden perspectief en Van Holkema & Warendorf maakt sinds 1970 deel uit van Uitgeverij Unieboek.

## Imprint Van Holkema & Warendorf
Onder het handelsmerk Van Holkema & Warendorf verschijnen kinder- en jeugdboeken, fictie en non-fictieboeken.

## Bekende schrijvers
Onderstaande lijst geeft een overzicht van enkele schrijvers die aan Van Holkema & Warendorf verbonden zijn.
- Maeve Binchy
- Jackie Collins
- Marion van de Coolwijk
- Arend van Dam
- Jeffery Deaver
- Tiny Fisscher
- Ken Follett
- Michael Grant
- Vivian den Hollander
- Kate Mosse
- Janneke Schotveld
- Carry Slee
- Jacques Vriens

De volgende schrijvers waren op een zeker moment verbonden aan de voormalige uitgeverij Van Holkema & Warendorf.
- Annemarie Bon
- Caja Cazemier
- John Christopher
- Louis Couperus
- Jaap ter Haar
- Bouke Jagt
- Cornelis Johannes Kieviet
- Jan van der Made
- Mirjam Mous
- Francine Oomen
- Carry Slee
- Jan Terlouw
- Jacques Vriens
- Marcellus Emants
- Rein Valkhoff
- Willy van der Heide